# 仇桥镇
仇桥镇，是中华人民共和国江苏省淮安市淮安区下辖的一个乡镇级行政单位。2018年7月撤消，并入博里镇。

## 行政区划
仇桥镇下辖以下地区：
仇桥社区、三门社区、汴塘村、贺刘村、三里荡村、史桥村、长沙村、三角墩村、倪桥村、高仇村、晶墩村、南徐村、水晶村、南涧村和北涧村。

## 交通
- 新长铁路：仇桥站